# Akṣobhya

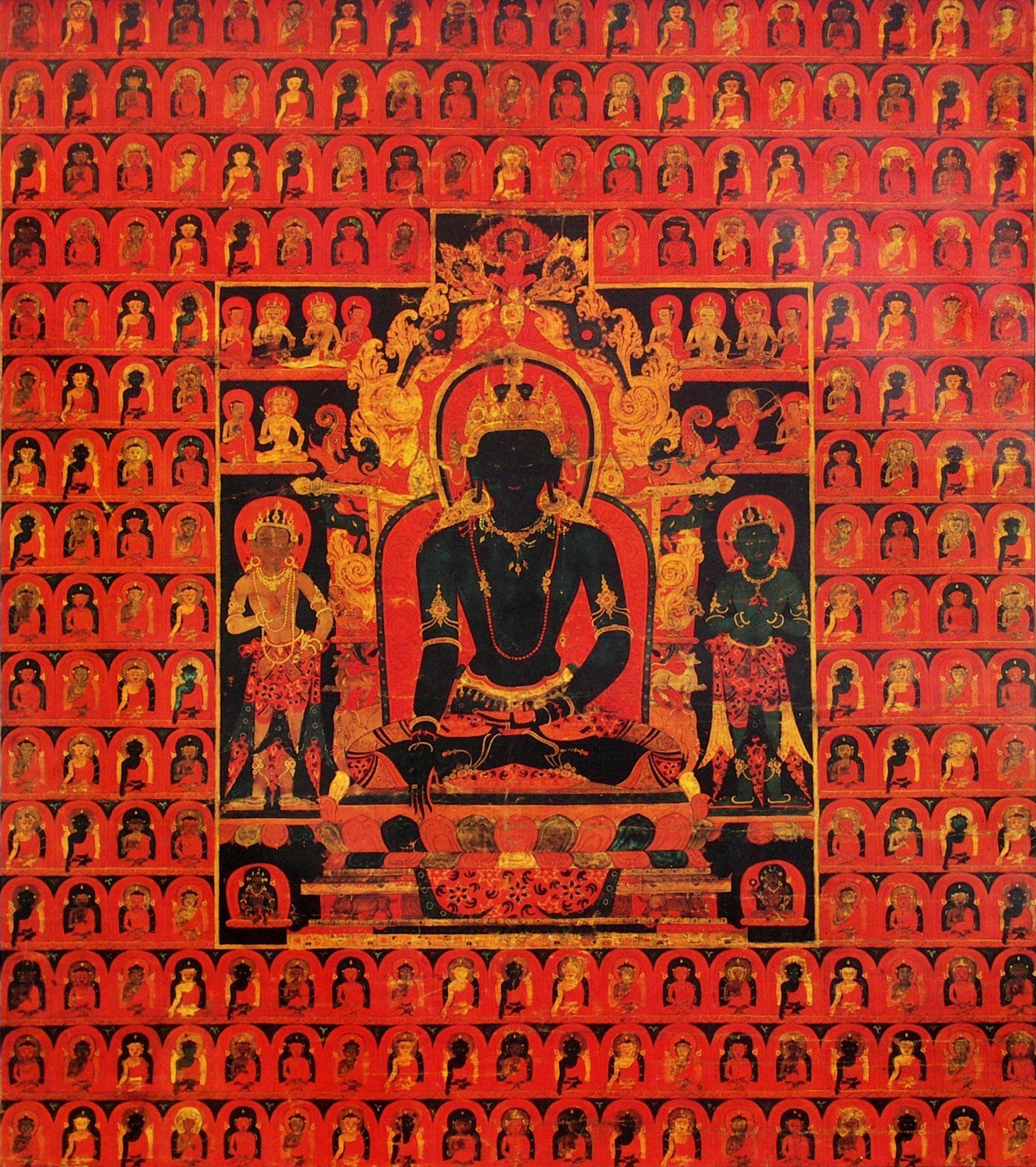
"Il Buddha Dhyani Aksobhya", thangka tibetano, tardo XIII secolo

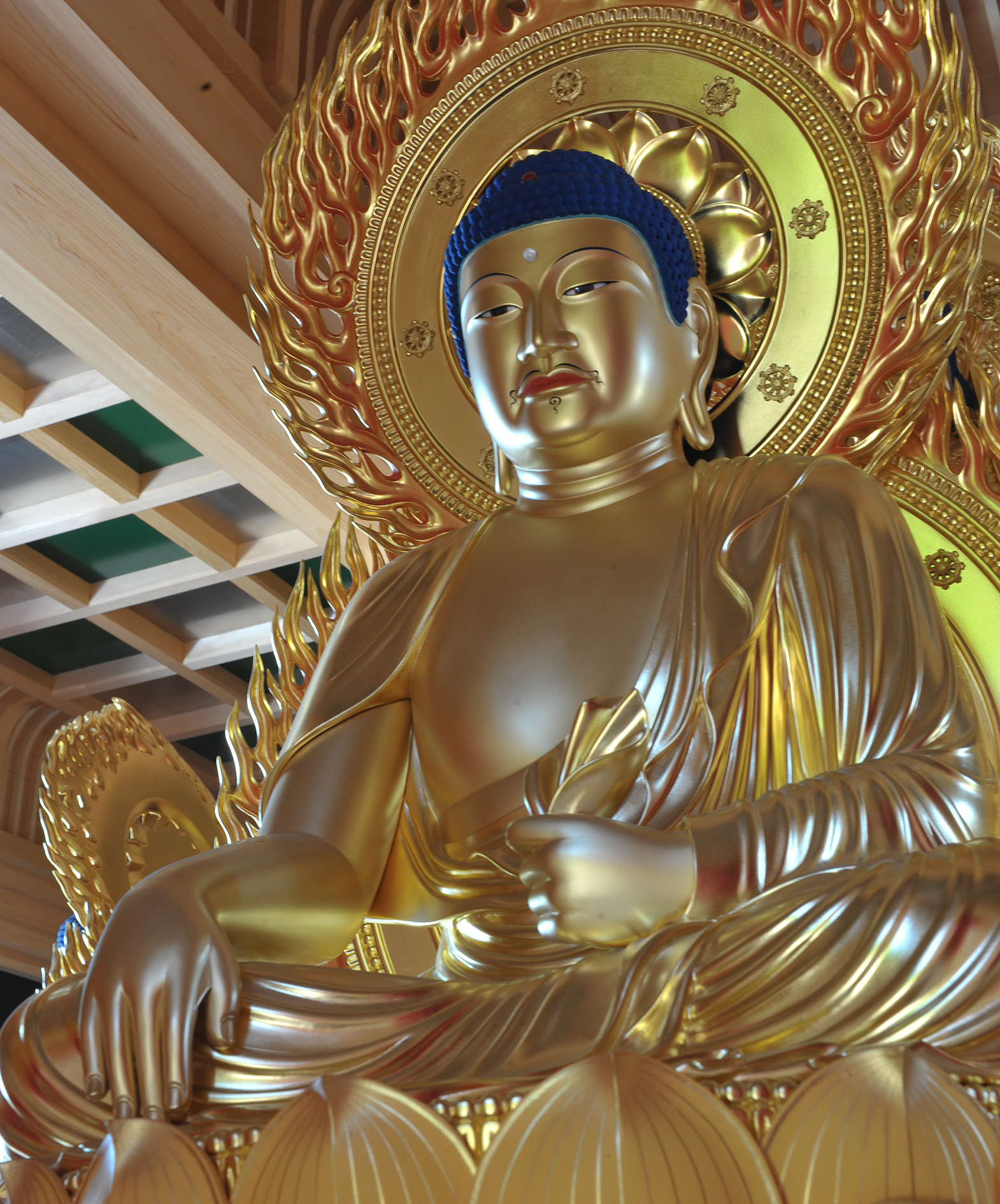
Renge-in Tanjō-ji

Akṣobhya (in sanscrito अक्षोभ्य, "irremovibile"; in cinese e giapponese: 阿閦如来; in pinyin: Āchùrúlái) è uno dei cinque Buddha della saggezza, un prodotto dell'Adi-Buddha, che rappresenta la coscienza come un aspetto della realtà. Per convenzione, si trova ad est del Regno dei Diamanti ed è il signore della terra orientale Abhirati ("Il Gioioso"). La sua consorte è Lochanā ed è normalmente accompagnato da due elefanti. Il suo colore è blu-nero e i suoi attributi includono una campana, tre abiti e bastone, oltre a un gioiello, un loto, una ruota di preghiera e una spada. Ha diverse emanazioni.

## Origine
Akshobhya appare nel Akṣobhyatathāgatasyavyūha Sūtra, che risale al 147 d.C. ed è il più antico testo conosciuto della Terra Pura. Secondo le Scritture, un monaco desiderava praticare il Dharma nel mondo orientale del diletto e fece voto di non nutrire rabbia o malizia nei confronti di nessun essere fino a quando non avesse raggiunto l'illuminazione. Si dimostrò debitamente "irremovibile" e quando ci riuscì, divenne il buddha Akshobhya.
Akshobhya viene talvolta confuso con Acala (giapponese: 不動明王?, Fudō-myōō) , il cui nome significa anche "immobile" in sanscrito. Tuttavia, Acala non è un Buddha, ma uno dei cinque re della saggezza del regno dell'utero nel Vajrayana.
Prima dell'avvento di Bhaiṣajyaguru (giapponese: 薬 師 如 来Yakushi Nyorai), Akshobhya era oggetto di un culto minore in Giappone come Buddha guaritore, sebbene entrambi siano attualmente venerati all'interno del Buddhismo Shingon. Recentemente, i testi Gāndhārī scoperti in Pakistan nella Collezione Bajaur contengono frammenti di un primo sutra Mahāyāna che menziona Akshobhya. La datazione preliminare attraverso la paleografia suggerisce una provenienza tra la fine del I secolo e l'inizio del II secolo d.C. Sono in corso datazioni più dirimenti con il radiocarbonio. Una relazione preliminare su questi testi è stata pubblicata da Ingo Strauch, con un articolo sui testi di Akshobhya pubblicato nel 2010.

## Iconografia
Akshobhya è l'incarnazione della "conoscenza dello specchio". Questo può essere descritto come una conoscenza di ciò che è reale e di ciò che è illusione o un semplice riflesso della realtà. Lo specchio può essere paragonato alla mente stessa. È chiaro come il cielo e vuoto, ma luminoso. Contiene tutte le immagini dello spazio e del tempo, ma non è toccato da esse. La sua brillantezza illumina l'oscurità dell'ignoranza e la sua nitidezza si fa strada nella confusione. Akshobhya rappresenta questa mente eterna e la famiglia Vajra vi è associata in modo simile.
La famiglia Vajra è anche associata all'elemento acqua, quindi i due colori del Vajra sono blu, come le profondità dell'oceano; o bianco brillante, come la luce del sole che si riflette sull'acqua. Anche se la superficie dell'oceano viene colpita da onde che si infrangono, le profondità rimangono indisturbate, imperturbabili. Sebbene l'acqua possa sembrare eterea e senza peso, in verità è estremamente pesante. L'acqua scorre verso il punto più basso e vi si deposita. Scolpisce la roccia solida, ma con calma, senza violenza. Quando è congelata, è dura, nitida e chiara come l'intelletto, ma per raggiungere il suo pieno potenziale, deve anche essere fluida e adattabile come un fiume che scorre. Queste sono tutte le qualità essenziali di Akshobhya.
Molti furiosi esseri tantrici sono rappresentati di colore blu perché incarnano l'energia trasmutata dell'odio e dell'aggressività in saggezza e illuminazione .